# Гура-Вулканей
Гура-Вулканей (рум. Gura Vulcanei) — село у повіті Димбовіца в Румунії. Входить до складу комуни Вулкана-Панделе.
Село розташоване на відстані 85 км на північний захід від Бухареста, 12 км на північний захід від Тирговіште, 147 км на північний схід від Крайови, 72 км на південь від Брашова.

## Населення
За даними перепису населення 2002 року у селі проживали 1348 осіб, усі — румуни. Усі жителі села рідною мовою назвали румунську.